# Ла-Плата (река)
Ла-Плата (англ. La Plata River) — река в США, в юго-западной части штата Колорадо и северо-западной части штата Нью-Мексико. Правый приток реки Сан-Хуан, которая в свою очередь является притоком реки Колорадо. Длина составляет около 110 км.
Берёт начало в районе горного хребта Ла-Плата, у западного подножья горы Сноу-Сторм, примерно в 35 милях к северу от границы со штатом Нью-Мексико. Течёт в южном направлении вплоть до своего устья. Впадает в реку Сан-Хуан на западной оконечности города Фармингтон, в 19 милях к югу от границы со штатом Колорадо. Высота устья — 1589 м над уровнем моря.
Название реки на языке навахо, «Tsé Dogoi Nlini», можно перевести как «текущая по выступающим камням».